# 钟生溢
钟生溢（1915年—1980年），江西省兴国县埠头乡人，中国人民解放军将领、中国人民解放军开国少将。
早年参加中国工农红军，并参加长征。抗日战争期间，担任第四军分区22团政治委员，晋绥军区第27团政治委员。第二次国共内战期间，担任第一野战军3军8师副政治委。中华人民共和国成立后，升任青海军区副政委。1955年，授予中国人民解放军少将。后升任河南省军区副政委、湖北省军区副政委。